# Euphorbia bianoensis
Euphorbia bianoensis là một loài thực vật có hoa trong họ Đại kích. Loài này được (Malaisse & Lecron) Bruyns mô tả khoa học đầu tiên năm 2006.